# Większyce

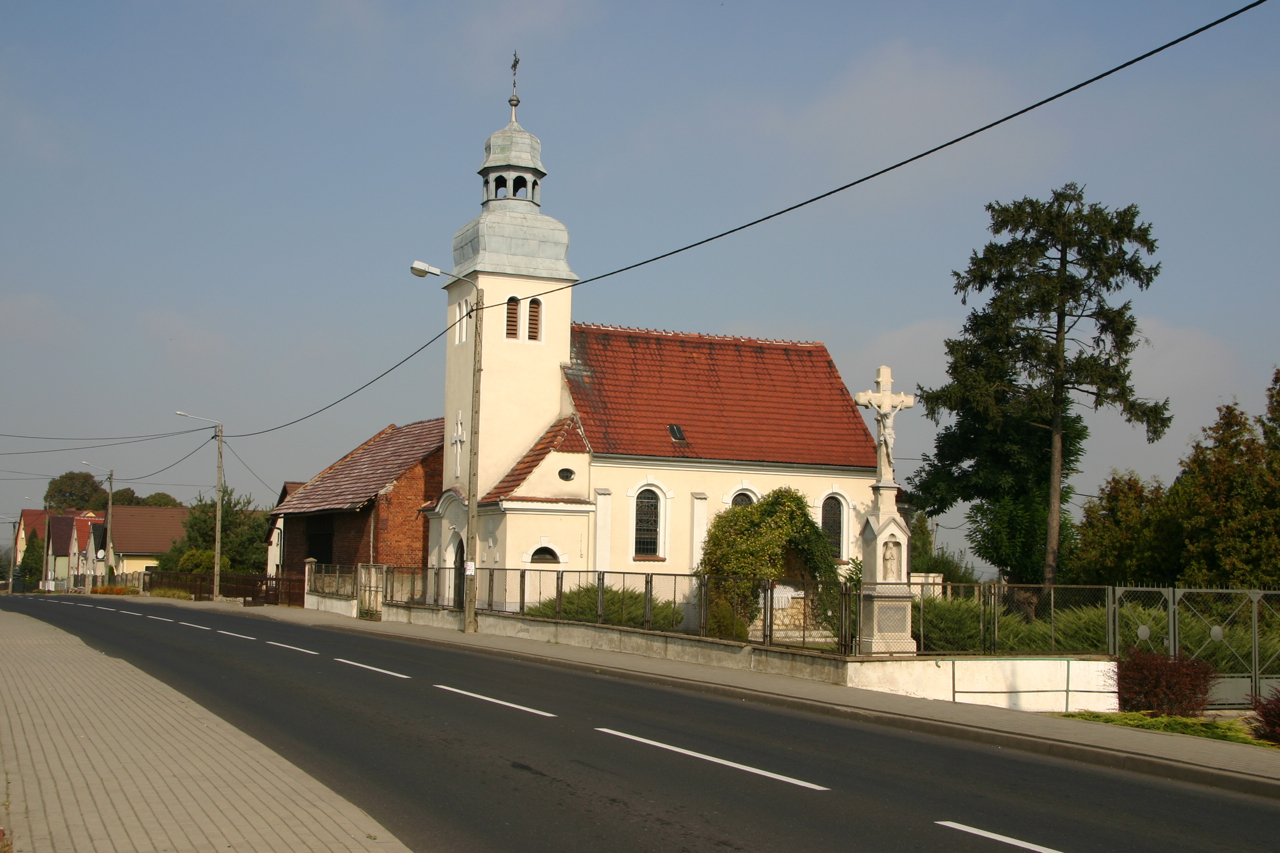
Kościół pw. św. Urbana

Większyce (dodatkowa nazwa w j. niem. Wiegschütz) – wieś w Polsce położona w województwie opolskim, w powiecie kędzierzyńsko-kozielskim, w gminie Reńska Wieś.
W latach 1945–54 siedziba gminy Większyce. W latach 1975–1998 miejscowość administracyjnie należała do ówczesnego województwa opolskiego.

## Nazwa
W maju 1936 roku w ramach akcji germanizacyjnej zmieniono nazwę na Neumannshöh.

## Historia
Od końca XVIII w. wieś posiadała własną pieczęć gminną, ma której przedstawiono chłopa z cepem na ramieniu idącego w prawo, pojedyncza roślina po prawej i lewej stronie.

## Zabytki
Do wojewódzkiego rejestru zabytków wpisany jest:
- zespół pałacowy, z poł. XIX w.:
  - pałac, zabytkowy, obecnie własność prywatna
  - oficyna
  - park.

## Komunikacja
W Większycach znajduje się skrzyżowanie dróg krajowych 40 i 45.

## Sport
- Klub piłki nożnej "Porawie-Większyce"

## Kościoły i Związki Wyznaniowe
- Kościoły Rzymskokatolickie:
  - Kościół Najświętszej Maryi Panny Matki Miłosierdzia - ul.Hahna
  - Kościół pw. Św. Urbana - ul. Opolska